# Regionale anesthesie
Bij regionale anesthesie blokkeert men de voortgeleiding van pijnprikkels zodat zij niet tot het centrale zenuwstelsel doordringen. De pijnprikkel wordt wel opgewekt maar de patiënt zal deze niet voelen.
Dit gebeurt door toediening van een medicament (lokaal anestheticum) in de baan van een zenuw of ter hoogte van het ruggenmerg.

## Indelingen
Centraal versus perifeerEen centrale blokkade van het ruggenmerg is de spinale anesthesie en de peridurale anesthesie.
Perifeer zijn bijvoorbeeld de arm- of beenblokkades.
Anatomisch
Blokkade van de armPlexus brachialisblokkade zoals axillair blok, pippablok, interscalenusblok. Daarnaast is er de Intraveneuze regionale anesthesie (IVRA) volgens August Bier: Bier's blok.
Blokkade van het beenPlexus lumbosacralisblokkade zoals psoas-ischiadicusblok, femoraal blok, popliteablok en enkelblok.

## Technieken
Bij de diverse regionale blokkades is er de keuze voor een bolustechniek (single shot) of een continue techniek. Bij de continue techniek zoals bij een peridurale anesthesie wordt meestal een katheter gebruikt. Bij de perifere blokkades wordt vaak gebruikgemaakt van een zenuwstimulator, waarbij met behulp van kleine stroompjes een zenuw wordt opgezocht. Dit geeft het gevoel van kleine elektrische schokjes bijvoorbeeld in de arm van een patiënt tijdens het opzoeken van de juiste zenuw. Het inbrengen van de naald en de beoogde zenuwen of plexus worden gevisualiseerd met behulp van echografie.